# Osbourne Store
Osbourne Store – miejscowość w południowej części Jamajki, w regionie Clarendon, oddalona o około 13 km (8 mi) na północny zachód od miasta Hayes. Wieś w 2012 roku liczyła 3983 mieszkańców.